# Inghiottitoio di Val di Varri
Inghiottitoio di Val di Varri este o arie protejată (arie specială de conservare — SAC, sit de importanță comunitară — SCI) din Italia întinsă pe o suprafață de 3,94 ha, integral pe uscat.

## Localizare
Centrul sitului Inghiottitoio di Val di Varri este situat la coordonatele 42°11′27″N 13°08′34″E / 42.190833°N 13.142778°E.

## Înființare
Situl Inghiottitoio di Val di Varri a fost declarat sit de importanță comunitară în iunie 1995 pentru a proteja 5 specii de animale. Situl a fost protejat și ca arie specială de conservare în decembrie 2016.

## Biodiversitate
Situată în ecoregiunea mediteraneană, aria protejată nu include niciun habitat protejat.
La baza desemnării sitului se află mai multe specii protejate de  mamifere (5): liliac cu picioare lungi (Myotis capaccinii), liliac comun (Myotis myotis), liliacul mediteranean cu potcoavă (Rhinolophus euryale), liliacul mare cu potcoavă (Rhinolophus ferrumequinum), liliacul mic cu potcoavă (Rhinolophus hipposideros).